# Lower Nasoni
Lower Nasoni, Caddoan pleme konfederacije Hasinai koje je obitavalo na području okruga Rusk u Teksasu. Njihovi bliži srodnici bili su Upper Nasoni s Red Rivera u Okrugu Bowie, članovi saveza Kadohadacho. 
Lower Nasoni bili su pod utjecajem Španjolaca koji 1716. među njima utemeljuju misiju San José de los Nazones. U kasnijem 18. stoljeću obje Nasoni grupe gube na populaciji. Lower Nasoni svoj identitet gube negdje do 1880.-tih s Anadarko Indijancima koji su svoj put završili u Oklahomi u okrugu Caddo. 

## Vanjske poveznice
- Nasoni Indians